# スコットランド・サッカー記者協会年間最優秀選手賞
スコットランド・サッカー記者協会年間最優秀選手賞(すこっとらんどさっかぁきしゃねんかんさいゆうしゅうせんしゅしょう、Scottish Football Writers' Association Player of the Year) は、スコットランド・サッカー記者協会 (Scottish Football Writers' Association) 所属の記者の投票によって決定される賞である。スコットランドPFA年間最優秀選手賞と並びスコットランドでプレーするサッカー選手に与えられる賞で最も重要なものと位置づけられる。

## 歴代受賞者
| 年   | 選手名                   | 所属クラブ                   |
| ---- | ------------------------ | ---------------------------- |
| 1965 | ビリー・マクニール       | セルティックFC               |
| 1966 | ジョン・グレイグ         | レンジャーズFC               |
| 1967 | ロニー・シンプソン       | セルティックFC               |
| 1968 | ゴードン・ワレス         | レイス・ローヴァーズFC       |
| 1969 | ボビー・マードック       | セルティックFC               |
| 1970 | パット・スタントン       | ハイバーニアンFC             |
| 1971 | マーティン・バカン       | アバディーンFC               |
| 1972 | デイヴ・スミス           | レンジャーズFC               |
| 1973 | ジョージ・コネリー       | セルティックFC               |
| 1974 | W杯スコットランド代表    | W杯スコットランド代表        |
| 1975 | サンディ・ジャーディン   | レンジャーズFC               |
| 1976 | ジョン・グレイグ         | レンジャーズFC               |
| 1977 | ダニー・マクグレイン     | セルティックFC               |
| 1978 | デレク・ジョンストン     | レンジャーズFC               |
| 1979 | アンディー・リッチー     | グリーノック・モートンFC     |
| 1980 | ゴードン・ストラカン     | アバディーンFC               |
| 1981 | アラン・ラフ             | パーティック・シスルFC       |
| 1982 | ポール・スタロック       | ダンディー・ユナイテッドFC   |
| 1983 | チャーリー・ニコラス     | セルティックFC               |
| 1984 | ウィリー・ミラー         | アバディーンFC               |
| 1985 | ハミッシュ・マカルパイン | ダンディー・ユナイテッドFC   |
| 1986 | サンディ・ジャーディン   | パーティック・シスルFC       |
| 1987 | ブライアン・マクレアー   | セルティックFC               |
| 1988 | ポール・マクステイ       | セルティックFC               |
| 1989 | リチャード・ゴフ         | グラスゴー・レンジャーズFC   |
| 1990 | アレックス・マクレイシュ | アバディーンFC               |
| 1991 | モーリス・マルパス       | ダンディー・ユナイテッドFC   |
| 1992 | アリー・マッコイスト     | レンジャーズFC               |
| 1993 | アンディー・ゴラム       | レンジャーズFC               |
| 1994 | マーク・ヘイトリー       | レンジャーズFC               |
| 1995 | ブライアン・ラウドルップ | レンジャーズFC               |
| 1996 | ポール・ガスコイン       | レンジャーズFC               |
| 1997 | ブライアン・ラウドルップ | レンジャーズFC               |
| 1998 | クレイグ・バーリー       | セルティックFC               |
| 1999 | ヘンリク・ラーション     | セルティックFC               |
| 2000 | バリー・ファーガソン     | レンジャーズFC               |
| 2001 | ヘンリク・ラーション     | セルティックFC               |
| 2002 | ポール・ランバート       | セルティックFC               |
| 2003 | バリー・ファーガソン     | レンジャーズFC               |
| 2004 | ジャッキー・マクナマラ   | セルティックFC               |
| 2005 | ジョン・ハートソン       | セルティックFC               |
| 2006 | クレイグ・ゴードン       | ハート・オブ・ミドロシアンFC |
| 2007 | 中村俊輔                 | セルティックFC               |
| 2008 | カルロス・クエジャル     | レンジャーズFC               |
| 2009 | ガリー・コールドウェル   | セルティックFC               |
| 2010 | デヴィッド・ウィアー     | レンジャーズFC               |
| 2011 | エミリオ・イサギレ       | セルティックFC               |
| 2012 | チャールズ・マルグルー   | セルティックFC               |
| 2013 | リー・グリフィス         | ハイバーニアンFC             |
| 2014 | クリス・コモンズ         | セルティックFC               |
| 2015 | クレイグ・ゴードン       | セルティックFC               |
| 2016 | リー・グリフィス         | セルティックFC               |
| 2017 | スコット・シンクレア     | セルティックFC               |
| 2018 | スコット・ブラウン       | セルティックFC               |
| 2019 | ジェームズ・フォレスト   | セルティックFC               |
| 2020 | オドソンヌ・エドゥアール | セルティックFC               |
| 2021 | スティーヴン・デイヴィス | レンジャーズFC               |
| 2022 | クレイグ・ゴードン       | ハート・オブ・ミドロシアンFC |
| 2023 | 古橋亨梧                 | セルティックFC               |